# Brihaspa
Brihaspa is een geslacht van vlinders van de familie grasmotten (Crambidae), uit de onderfamilie Schoenobiinae.

## Soorten
- B. abacodes Meyrick, 1933
- B. atrostigmella Moore, 1868
- B. autocratica Meyrick, 1933
- B. chrysostomus (Zeller, 1852)
- B. frontalis (Walker, 1866)
- B. nigricostella Hampson, 1895
- B. nigropunctella Pagenstecher, 1893
- B. pentamita (Turner, 1911)
- B. tinctalis Hampson, 1919